# گلمیری
گلمیری (به انگلیسی: Gulmiri) یک منطقهٔ مسکونی در پاکستان است که در ناحیه میانوالی واقع شده‌است.